# Hošťálková
Hošťálková (moravsky Hoščálková) je obec ležící v okrese Vsetín ve Zlínském kraji. Žije zde přibližně 2 300 obyvatel.

## Poloha
Obec Hošťálková leží v kopcovitém terénu Hostýnských vrchů, v údolí potoka Ratibořky zhruba 10 km západně od Vsetína.

## Název
Název měl původně podobu přivlastňovacího přídavného jména Hošťálkova (tj. ves nebo lhota) k osobnímu jméno Hošťálek (ve starší podobě Hoščálek), což byla hláskově upravená podoba německého jména Gottschalk. Do začátku 20. století se pro vesnici též užíval tvar Hošťálkov či Hošťalkov.

## Historie
Hošťálková byla pravděpodobně založena ve 14. století, avšak první písemná zpráva o ní je až z roku 1505. Zpočátku byla součástí vsetínského panství, a to až do roku 1678, kdy byla kvůli velké zadluženosti vsetínského panství předána věřitelům a stala se samostatným panstvím. Od 16. století v důsledku růstu obyvatelstva docházelo ke snaze o rozšíření orné půdy na úkor lesů, které patřily vrchnosti. Tento proces je označován jako pasekářská kolonizace a trval až do 18. století. Důsledkem tohoto procesu bylo rozptýlené pasekářské osídlení, které je pro Hošťálkovou typické. Mimo pasekářskou kolonizaci docházelo také k valašské kolonizaci, jejíž podstatou bylo využívání lesů k chovu koz a ovcí.
I přes násilnou rekatolizaci bylo obyvatelstvo Valašska evangelické. Tajní evangelíci se ke své víře hromadně přihlásili před vydáním tolerančního patentu, protože uvěřili zprávě, kterou rozšiřovali bývalí členové zrušeného jezuitského řádu. V roce 1780 byla Hošťálková nejhůře postiženou obcí, kdy z ní bylo za trest nuceně transmigrováno 32 osob do Sedmihradska. Polovina u nich pocházela z rodu Uhříků.

## Pamětihodnosti
- Evangelický kostel farního sboru Českobratrské církve evangelické postavený v letech 1829–1831
- Římskokatolický kostel Povýšení svatého Kříže z roku 1798
- Škola z roku 1769
- Památník padlým 1939–1945
- Zámek empírového stylu 1842–1844
- Přírodní památka Pivovařiska
- Památné stromy Kachtíkovy lípy

## Infrastruktura
Hošťálková má mateřskou a základní školu, zdravotní středisko, dětské zdravotní středisko a zubní ordinaci. Je zde volejbalový areál, fotbalové hřiště a lyžařské vleky na nedalekém Trojáku.

## Galerie

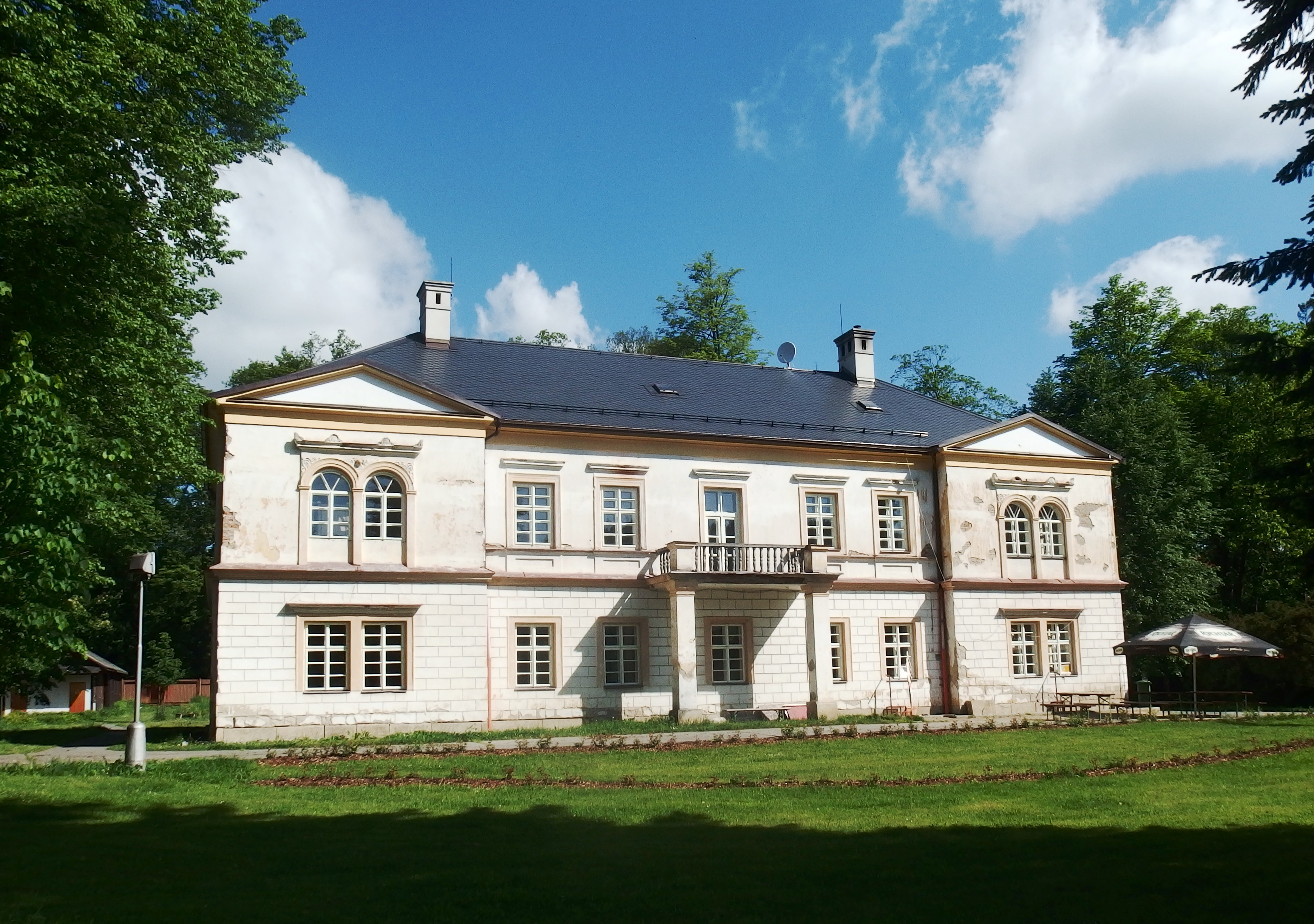
Zámek
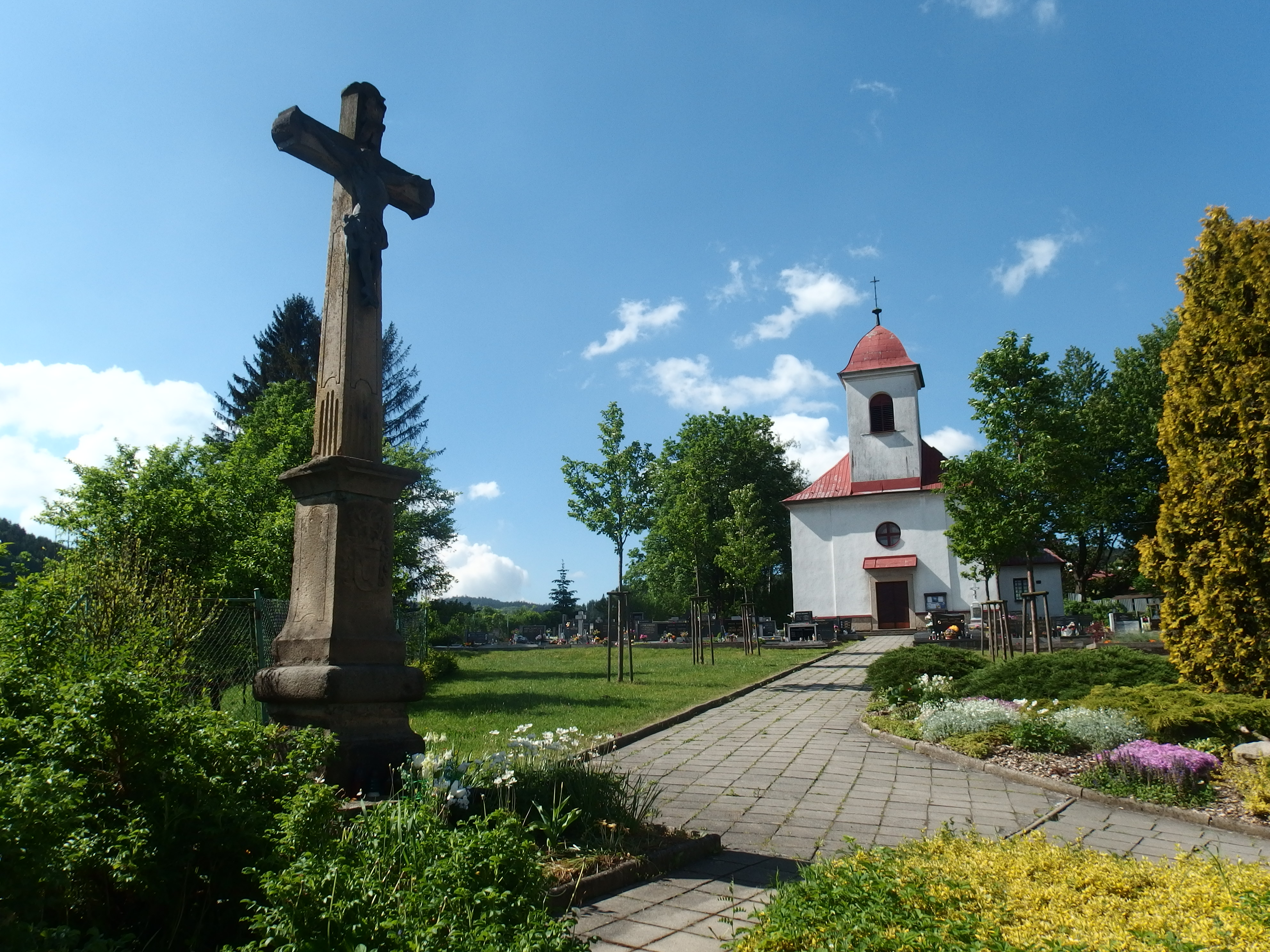
Katolický kostel Povýšení Svatého kříže s hřbitovem
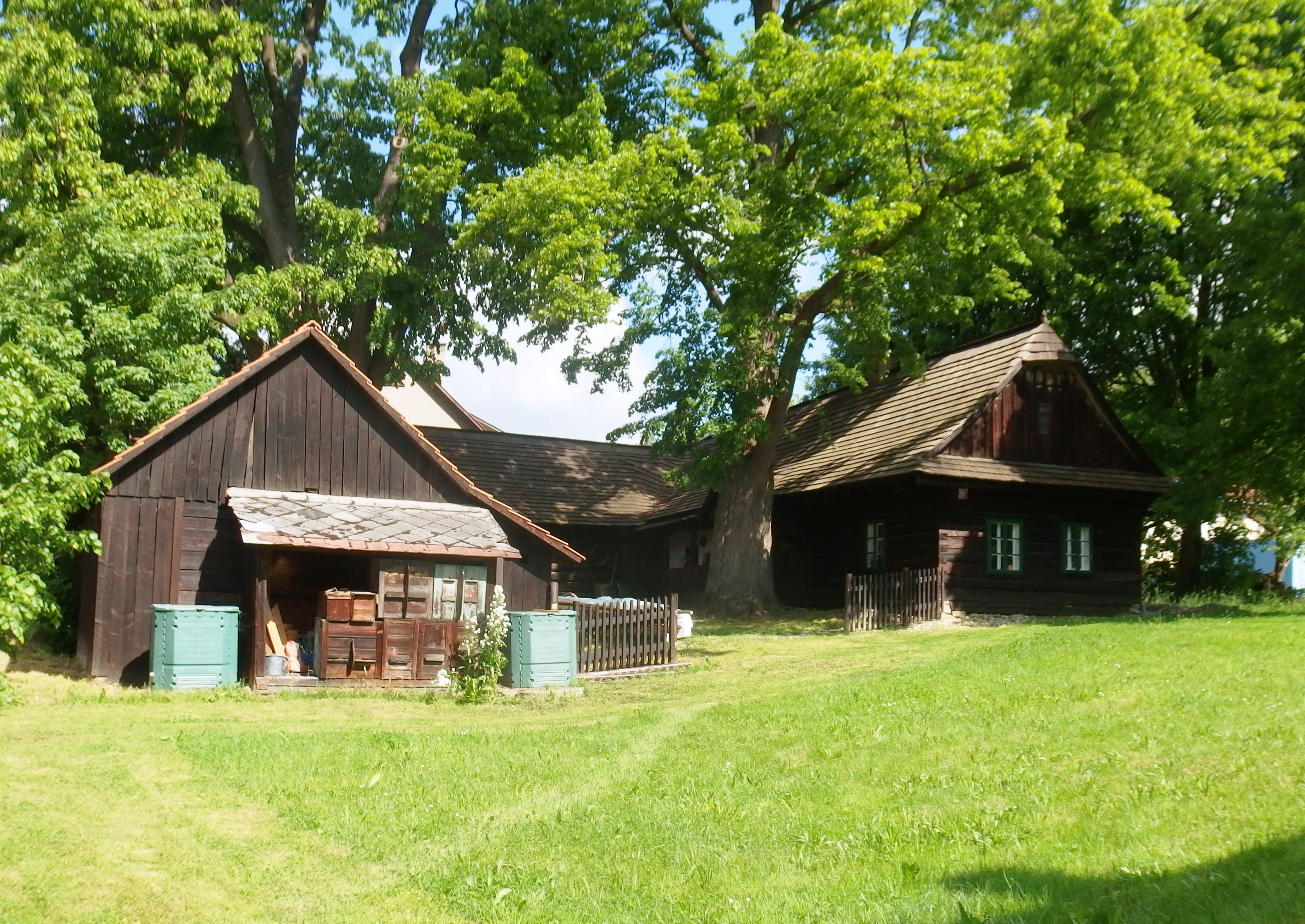
Památkově chráněná usedlost č. p. 16
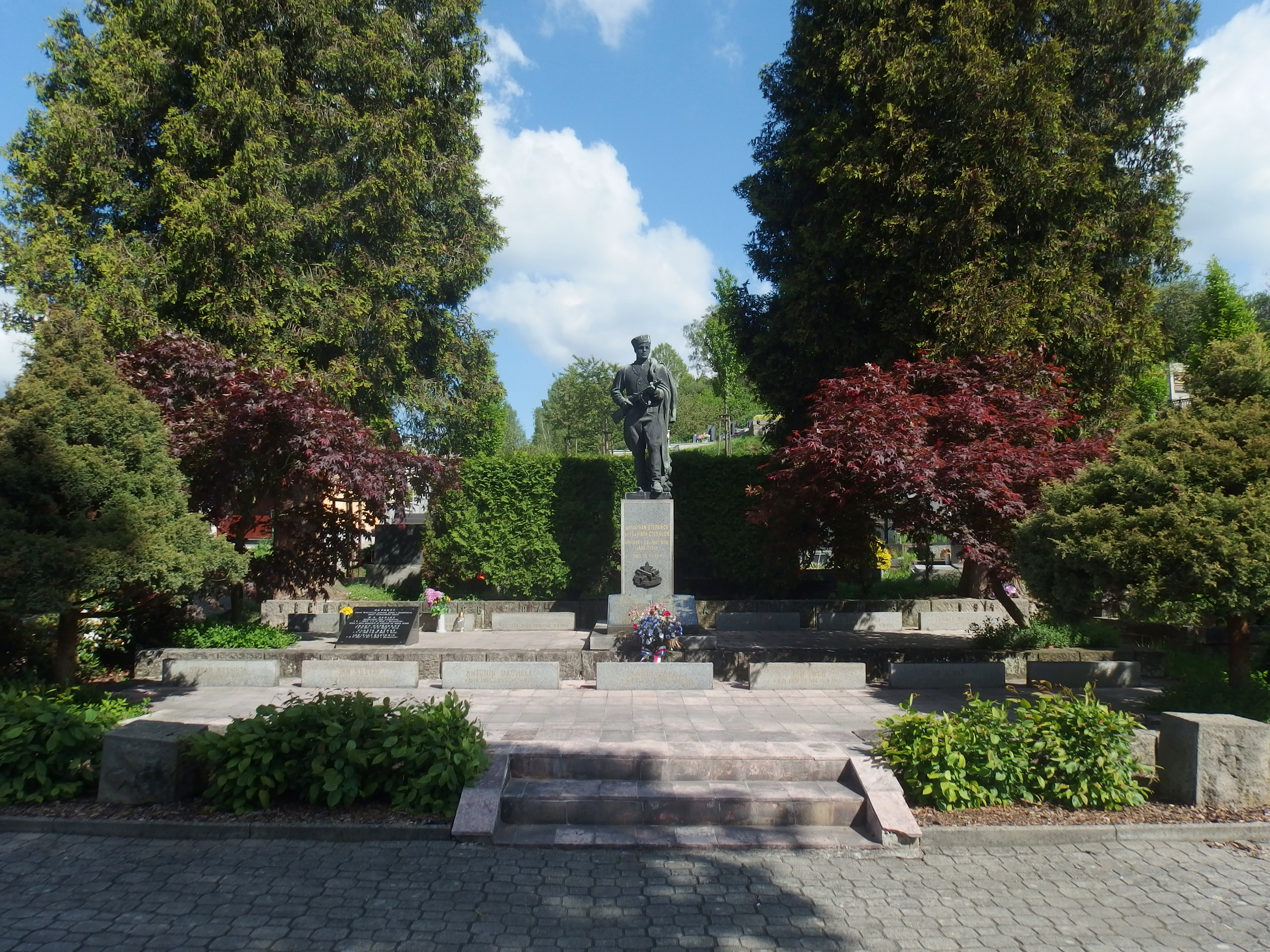
Pomník obětem II. sv. války na evangelickém hřbitově